# 최수종
최수종(1962년 12월 18일 ~ )은 대한민국의 배우이다.

## 출연작

### 드라마
| 연도        | 제목                                          | 역할                                                                                            | 비고                   |
| ----------- | --------------------------------------------- | ----------------------------------------------------------------------------------------------- | ---------------------- |
| 2023~2024   | 고려 거란 전쟁                                | 강감찬                                                                                          |                        |
| 2020        | 청춘기록                                      | 백화점 쇼핑남                                                                                   | 특별출연               |
| 2018        | 하나뿐인 내편                                 | 강수일 (개명 전 김영훈)                                                                         |                        |
| 2016        | 임진왜란 1592                                 | 이순신                                                                                          |                        |
| 2014        | 불꽃 속으로                                   | 박태형                                                                                          | 실존 인물: 청암 박태준 |
| 2013        | 잘났어, 정말!                                 | 중국집 배달원                                                                                   | 카메오                 |
| 2012        | 대왕의 꿈                                     | 신라 태종 무열왕 김춘추                                                                         |                        |
| 2011        | KBS 드라마 스페셜 연작 시리즈 - 아들을 위하여 | 승호                                                                                            |                        |
| 2010        | 프레지던트                                    | 장일준                                                                                          |                        |
| 2010        | 전우                                          | 이현중                                                                                          |                        |
| 2008        | 전설의 고향 - 〈사진검의 저주〉               | 윤인                                                                                            |                        |
| 2006~2007   | 대조영                                        | 발해 고왕 대조영                                                                                |                        |
| 2004        | 해신                                          | 궁복 장보고                                                                                     |                        |
| 2004        | 장미의 전쟁                                   | 박수철                                                                                          |                        |
| 2003        | 저 푸른 초원 위에                             | 차태웅                                                                                          |                        |
| 2002~2003   | 제국의 아침                                   | 청년 왕건                                                                                       | 특별출연               |
| 2002        | 태양인 이제마                                 | 동무 이제마                                                                                     |                        |
| 2000~2002   | 태조 왕건                                     | 고려 태조 왕건                                                                                  |                        |
| 1999        | 사랑하세요?                                   | 박상현                                                                                          |                        |
| 1999        | 사람의 집                                     | 서원탁                                                                                          |                        |
| 1999        | 아름다운 비밀                                 | 최유민                                                                                          |                        |
| 1998        | 야망의 전설                                   | 이정태                                                                                          |                        |
| 1997        | 그대 나를 부를 때                             | 강범수                                                                                          |                        |
| 1997        | 불꽃놀이                                      | 윤민호                                                                                          |                        |
| 1997        | 남자 셋 여자 셋                               | 1997년 여름 방학 특집 문화대 라디오 학업 독려 방송에 나온 문화대학교 영어영문학과 졸업자 최수종 | 카메오                 |
| 1996        | 첫사랑                                        | 성찬혁                                                                                          |                        |
| 1996        | 프로젝트                                      | 박형우                                                                                          |                        |
| 1996        | 까치 까치 설날은                              | 최백환                                                                                          |                        |
| 1995~1996   | 바람은 불어도                                 | 황산해                                                                                          |                        |
| 1994        | 마지막 연인                                   | 최영규                                                                                          |                        |
| 1994        | 야망                                          | 이인수                                                                                          |                        |
| 1993년      | 파일럿                                        | 강민기                                                                                          |                        |
| 1993년      | 뜨거운 강                                     | 하중수                                                                                          |                        |
| 1993년      | 드라마 게임 - 〈개꿈〉                        |                                                                                                 | [ 1 ]                  |
| 1993년      | 베스트극장                                    |                                                                                                 |                        |
| 1993년      | 봉이전                                        | 남철관                                                                                          |                        |
| 1992~1993   | 아들과 딸                                     | 이귀남                                                                                          |                        |
| 1992        | 춘원 이광수                                   | 청년 이광수                                                                                     |                        |
| 1992        | 질투                                          | 이영호                                                                                          |                        |
| 1992        | 도시인                                        | 최치원                                                                                          |                        |
| 1991 ~ 1992 | 가족                                          | 김영재                                                                                          |                        |
| 1991        | 행복어사전                                    | 서재필                                                                                          |                        |
| 1991        | 춘사 나운규                                   | 윤봉춘                                                                                          |                        |
| 1990        | 서울 뚝배기                                   | 장만봉                                                                                          |                        |
| 1990        | 대원군                                        | 철종                                                                                            |                        |
| 1990        | 각시방에 사랑 열렸네                          | 이상훈                                                                                          |                        |
| 1989        | 사랑은 구름을 비로 내리고                     | 오상민                                                                                          |                        |
| 1989        | 님                                            | 김진국                                                                                          |                        |
| 1989        | 조명하                                        | 조명하 친구                                                                                     | 단역                   |
| 1988~1989   | 한중록                                        | 사도장헌세자                                                                                    |                        |
| 1987~1990   | 사랑이 꽃피는 나무                            | 김현우                                                                                          |                        |

### 영화
- 청춘 펀치 (1988년)
- 풀잎사랑 (1988년)
- 슈퍼맨 일지매 (1990년) - 동수
- 있잖아요 비밀이에요 (1990년)
- 너에게로 또다시 (1991년)
- 비 개인 오후를 좋아하세요? (1991년) - 해일 역
- 별이 빛나는 밤에 (1991년)
- 아래층 여자와 윗층 남자 (1992년) - 양철수 역
- 키스도 못하는 남자 (1994년) - 진정한 역
- 철가방 우수씨 (2012년) - 김우수 역
- 다큐멘터리 순종 (2016년) - 내레이션

### 연극
- 1989년 《포기》 ... 포기 역(주인공)

### 뮤지컬
- 1989년 《포기와 베스》 ... 포기 역(남자 주인공)

### CF 광고
- 형지엘리트 에리트교복 (1979년)
- 삼성전자 마이마이 (1983년)
- 뱅뱅어패럴 (1988년)
- 대웅제약 챕스틱 (1989년)
- 해태HTB 벌꿀레몬&크리미 (1989년)
- 아모레퍼시픽 샤르망삼푸 (1989년)
- 아모레퍼시픽 아카시아치약 (1989년)
- 금강제화 랜드로바 (1990년)
- 일화 맥콜 (1990년)
- 광동제약 우황청심원 (1990년)
- 대한화성 썬비 (1990년)
- 롯데제과 롯데껌 (1990년)
- 군자어패럴 아벤토 (1990년)
- 롯데푸드 구구콘 (1990년)
- 롯데푸드 아라리오 (1990년)
- 롯데칠성음료 펩시콜라 (1991년)
- 휴온스 니조랄 (1991년)
- 옥시레킷벤키저 파워크린 (1992년)
- 고려제약 하벤 (1992년)
- 옥시레킷벤키저 팅커벨 (1992년)
- SPC삼립 누네띠네 (1993년)
- SPC삼립 호빵 (1993년)
- LX하우시스 초이스 (1994년)
- SPC삼립 나야 나 (1994년)
- 하이트진로 하이트 맥주 (1994년)
- SPC삼립 나와꾸나 (1994년)
- 한국얀센 타이레놀 (1994년)
- SPC삼립 쵸코러스 (1995년)
- KGC인삼공사 홍삼드링크 (1996년)
- 농심 신라면 (1997년)
- 대동주택 황토방아파트 (1997년)
- 농심 포테토칩 (1997년)
- 동화약품 화이투벤에스 (1997년)
- 크린랲 (1997년)
- 서울신문 퀸 (1998년)
- 코니카필름 (1998년)
- 한국투자증권 (1999년)
- 엘칸토상품권 (1999년)
- 양우건설 내안애 (2000년)
- 한국몬테소리 (1999년)
- 일동제약 아로나민 골드 (1999년)
- 한국야쿠르트 에이스 (1999년)
- 마이마진 (2000년)
- 앤로이 인터네쇼날 가르시아 (2001년)
- 한국야쿠르트 야쿠르트400 (2001년)
- 웅진씽크빅 (2003년)
- 국가보훈처 (2006년)
- JT친애저축은행 원더풀론 (2006년)
- 페리카나치킨 (2006년 ~ 2007년)
- 그린조이 (2008년)
- 한국전자전 (2008년)
- 현대라이프 구,녹십자생명 (2008년)
- 문화체육관광부 (2008년)
- 중앙선관위 (2010년)
- 국방부 (2010년)
- 빙그레 (2011년)
- 한우자조금관리위원회 (2011년)
- 청개구리투자클럽 (2015년)
- 프리드라이프 (2015년)
- 중고왕(대전광역시 서구) (2016년)
- 농심 신라면 (2016년)
- 예림임업 예림도어 예림마루 (2017년)
- 포인트닉스 포인트임플란트 (2018년)
- 양우건설 내안애2 (2021년)

### 뮤직 비디오
- 《조은 밴드 - 〈2006 월드컵 응원가 - 모여라〉》(2006)
- 정재욱《2015 어리석은 이별》

### TV 프로그램
- 젊음의 행진
- 일요일 일요일 밤에 MC (with 이경규)[2]
- 1992년 제10회 MBC 창작동요제 ... MC
- 지구촌 영상음악
- 특종! TV연예 ... 1992년 송년특집 게스트 (with 이문세, 주병진, 이경규)
- 1995 KBS 슈퍼 탤런트 선발 대회 ... 파이널 심사자
- 밤과 음악 사이
- TV는 사랑을 싣고
- 김국진의 스타다큐
- 자유선언 오늘은 토요일 (1998년 10월 ~ 2000년 3월)
- 서세원 쇼 (1999년 1월 26일)
- 출발드림팀
- 이홍렬 쇼
- 2000 미스코리아 선발대회 ... 스페셜 게스트 (with 박상원, 노영심, 이경규, 최종원, 조형기, 김국진, 홍석천, 안성기, 윤다훈, 박상면, 정웅인, 장동건, 박중훈, 김승환, 오현경, 김성령, 차인표, 이영애, 차승원, 김찬우, 안문숙, 장서희, 조은숙, 이세창, 정찬, 이광기, 권오중, 김정균, 박재훈, 한석규, 송강호, 설경구, 이문식, 성지루, 유해진, 공형진, 임호, 유태웅) ... (2000년 5월 28일)
- 2002 한일월드컵 개막전 프랑스 vs 세네갈 객원해설
- 군대 병영 체험 ... 군대 체험 게스트
- 자유선언 토요대작전 '최수종의 골든볼'
- 최수종 쇼
- 행복채널
- 비타민 - 제4회 게스트 (2003년 7월 20일)
- 체험 삶의 현장 - 세계를 누비는 코리아 자동차 (GM대우 군산 공장편)
- 여유만만
- 연예가중계
- 기분 좋은 날
- 좋은 아침
- 더 스타쇼
- 패밀리가 떴다 ... 게스트
- 낭만을 부탁해
- 아름다운 사람들
- SNL 코리아 시즌 4 ... 게스트
- 특집 2013 희망TV SBS
- 잘 살아보세
- 힐링 캠프, 기쁘지 아니한가 ... 189회 게스트(2015년 6월 22일)
- 황금어장 라디오스타 7월 25일
- 미운 우리 새끼 ... 123회, 124회, 387회
- 아는형님 (with 유이) 2019년 4월 13일
- 집사부일체 ... 80회
- 동상이몽 2 - 너는 내 운명 (2019년)
- 친한 예능 (2020년)
- 구해줘! 홈즈 (2020년)
- 한국인의 노래 ... MC (2020년)
- 1호가 될 순 없어 ... 게스트 (2020년)
- 옥탑방의 문제아들 (with, 이창욱) (2020년)
- 살림하는 남자들 시즌2 ... MC (2021년 1월 9일 ~ 2022년 4월 30일)
- 이것이 야생이다
- 세컨 하우스
- 아는형님 (with 윤복인, 정호빈) 2024년 3월 23일
- 미운우리새끼 … 스페셜MC (2024년 3월 31일 ~ 2024년 4월 7일)
- 최수종의  여행사담 … MC (2024년 4월 30일)
- 한국인의 밥상 … MC (2025년 4월 10일 ~ 현재)

### 라디오 프로그램(진행, 출연)
- 1988년 KBS 제2FM 《최수종의 인기가요》
- 1988년 KBS 제2라디오 《밤을 잊은 그대에게》
- 2016년 EBS FM 《EBS 책 읽는 라디오 낭독 시리즈》
- 2017년 KBS 해피FM 《매일 그대와 최수종입니다》

### 유아비디오
- 1999년 SBS 프로덕션 《최수종의 IQ체조》

### kbs 연기대상 mc
1999년 kbs 연기대상 아침마당 이상벽 과 공동진행 했던 이금희 아나운서 와 공동진행
2000년 kbs 연기대상 여배우 김혜리 설수진 염정아 와 공동진행
2003년 kbs 연기대상 개그맨 출신 이혁재 여배우 한고은 공효진 과 공동진행
2005년 kbs 연기대상 가수 겸 방송인 노빠꾸 mc 탁재훈 여배우 김아중 과 공동진행
2010년 kbs 연기대상 여배우 이다해 송중기 와 공동진행 네차례 연기대상 진행

## 수상 경력 및 후보
| 연도 | 시상식                         | 부문                              | 작품                                    | 결과 |
| ---- | ------------------------------ | --------------------------------- | --------------------------------------- | ---- |
| 1989 | KBS 연기대상                   | 남자 신인연기상                   | 사랑이 꽃피는 나무                      | 후보 |
| 1990 | 제26회 백상예술대상            | TV부문 남자 신인연기상            | 사랑이 꽃피는 나무                      | 후보 |
| 1990 | KBS 연기대상                   | 남자 인기상                       | 서울뚝배기                              | 수상 |
| 1991 | 제27회 백상예술대상            | 영화부문 남자 인기상              | 빈칸                                    | 수상 |
| 1991 | MBC 방송대상                   | 남자 우수연기상                   | 춘사 나운규, 행복어사전                 | 수상 |
| 1991 | KBS 연기대상                   | 남자 인기상                       | 가족                                    | 수상 |
| 1992 | MBC 방송대상                   | 남자 최우수연기상                 | 질투, 아들과 딸                         | 수상 |
| 1993 | 제29회 백상예술대상            | TV부문 남자 최우수연기상          | 질투                                    | 후보 |
| 1993 | MBC 방송대상                   | 남자 최우수연기상                 | 아들과 딸, 파일럿                       | 수상 |
| 1994 | 제30회 백상예술대상            | TV부문 남자 인기상                | 파일럿                                  | 수상 |
| 1994 | 제30회 백상예술대상            | TV부문 남자 최우수연기상          | 파일럿                                  | 후보 |
| 1995 | KBS 연기대상                   | 남자 인기상                       | 바람은 불어도                           | 수상 |
| 1995 | KBS 연기대상                   | 남자 우수연기상                   | 바람은 불어도                           | 후보 |
| 1995 | KBS 연기대상                   | 남자 최우수연기상                 | 바람은 불어도                           | 후보 |
| 1996 | KBS 연기대상                   | 남자 우수연기상                   | 첫사랑                                  | 후보 |
| 1996 | KBS 연기대상                   | 남자 최우수연기상                 | 첫사랑                                  | 수상 |
| 1997 | 제33회 백상예술대상            | TV부문 남자 최우수연기상          | 첫사랑                                  | 후보 |
| 1997 | 제10회 그리메상                | 최우수 남자연기상                 | 첫사랑                                  | 수상 |
| 1997 | KBS 연기대상                   | 남자 인기상                       | 그대 나를 부를 때                       | 후보 |
| 1998 | KMTV 가요대전                  | 올해의 스타상                     | 빈칸                                    | 수상 |
| 1998 | KBS 연기대상                   | 남자 포토제닉상                   | 야망의 전설                             | 수상 |
| 1998 | KBS 연기대상                   | 남자 최우수연기상                 | 야망의 전설                             | 후보 |
| 1998 | KBS 연기대상                   | 대상                              | 야망의 전설                             | 수상 |
| 1999 | 제35회 백상예술대상            | TV부문 남자 최우수연기상          | 야망의 전설                             | 수상 |
| 1999 | 제11회 한국방송프로듀서상      | 탤런트부문 출연자상               | 야망의 전설                             | 수상 |
| 1999 | 제26회 한국방송대상            | 탤런트상                          | 야망의 전설                             | 수상 |
| 1999 | 제7회 한국최고인기연예대상     | 탤런트부문 남자연기상             | 야망의 전설                             | 수상 |
| 1999 | KBS 연기대상                   | 남자 인기상                       | 사람의 집, 사랑하세요                   | 수상 |
| 1999 | KBS 연기대상                   | 남자 최우수연기상                 | 사람의 집, 사랑하세요                   | 후보 |
| 2000 | 제1회 대한민국 영상대전        | 탤런트부문 포토제닉상             | 빈칸                                    | 수상 |
| 2001 | KBS 연기대상                   | 남자 최우수연기상                 | 태조 왕건                               | 후보 |
| 2001 | KBS 연기대상                   | 대상                              | 태조 왕건                               | 수상 |
| 2002 | KBS 연예대상                   | 특별상                            | 자유선언 토요대작전 - '최수종의 골든볼' | 수상 |
| 2002 | KBS 연기대상                   | 남자 인기상                       | 태양인 이제마                           | 수상 |
| 2002 | KBS 연기대상                   | 남자 최우수연기상                 | 태양인 이제마                           | 후보 |
| 2003 | KBS 연기대상                   | 특별상                            | 저 푸른 초원 위에                       | 수상 |
| 2003 | KBS 연기대상                   | 남자 최우수연기상                 | 저 푸른 초원 위에                       | 후보 |
| 2005 | KBS 연기대상                   | 대상                              | 해신                                    | 후보 |
| 2005 | KBS 연기대상                   | 남자 최우수연기상                 | 해신                                    | 수상 |
| 2005 | KBS 연기대상                   | 남자 네티즌상                     | 해신                                    | 후보 |
| 2005 | KBS 연기대상                   | 베스트 커플상 (with 수애)         | 해신                                    | 후보 |
| 2006 | 제1회 서울 드라마 어워즈       | 남자연기자상                      | 해신                                    | 후보 |
| 2006 | KBS 연기대상                   | 남자 최우수연기상                 | 대조영                                  | 후보 |
| 2007 | 문화체육관광부                 | 장관상                            | 빈칸                                    | 수상 |
| 2007 | KBS 연기대상                   | 대상                              | 대조영                                  | 수상 |
| 2007 | KBS 연기대상                   | 남자 최우수연기상                 | 대조영                                  | 후보 |
| 2007 | KBS 연기대상                   | 남자 네티즌상                     | 대조영                                  | 수상 |
| 2008 | 제35회 한국방송대상            | 남자 탤런트상                     | 대조영                                  | 수상 |
| 2008 | 제2회 코리아 드라마 어워즈     | 남자 최우수연기상                 | 대조영                                  | 수상 |
| 2010 | 제44회 납세자의 날             | 대통령 표창                       | 빈칸                                    | 수상 |
| 2010 | KBS 연기대상                   | 대상                              | 전우                                    | 후보 |
| 2010 | KBS 연기대상                   | 남자 최우수연기상                 | 전우                                    | 후보 |
| 2011 | 가장 문학적인상                | 연예인 부문                       | 빈칸                                    | 수상 |
| 2011 | 제3회 대한민국 휴먼대상        | 나눔상                            | 빈칸                                    | 수상 |
| 2011 | KBS 연기대상                   | 남자 연작·단막극상                | KBS 드라마 스페셜 - 아들을 위하여       | 수상 |
| 2012 | 제1회 행복나눔인               | 보건복지부 장관 표창              | 빈칸                                    | 수상 |
| 2012 | KBS 연기대상                   | 대상                              | 대왕의 꿈                               | 후보 |
| 2012 | KBS 연기대상                   | 남자 최우수연기상                 | 대왕의 꿈                               | 후보 |
| 2012 | KBS 연기대상                   | 장편드라마부문 남자 우수연기상    | 대왕의 꿈                               | 후보 |
| 2013 | 제10회 대한민국 국회대상       | 올해의 공로상                     | 빈칸                                    | 수상 |
| 2013 | KBS 연기대상                   | 대상                              | 대왕의 꿈                               | 후보 |
| 2013 | KBS 연기대상                   | 남자 최우수연기상                 | 대왕의 꿈                               | 후보 |
| 2013 | KBS 연기대상                   | 장편드라마부문 남자 우수연기상    | 대왕의 꿈                               | 후보 |
| 2014 | 슈퍼탤런트 오브 더 월드 시즌4  | 쇼 비즈 한류문화 탑 월드스타상    | 빈칸                                    | 수상 |
| 2018 | 제23회 소비자의 날             | 관객이 뽑은 올해의 배우           | 하나뿐인 내편                           | 수상 |
| 2018 | KBS 연기대상                   | 대상                              | 하나뿐인 내편                           | 후보 |
| 2018 | KBS 연기대상                   | 남자 최우수연기상                 | 하나뿐인 내편                           | 수상 |
| 2018 | KBS 연기대상                   | 장편드라마부문 남자 우수연기상    | 하나뿐인 내편                           | 후보 |
| 2018 | KBS 연기대상                   | 남자 네티즌상                     | 하나뿐인 내편                           | 후보 |
| 2018 | KBS 연기대상                   | 베스트 커플상 (with 진경)         | 하나뿐인 내편                           | 수상 |
| 2019 | 제31회 한국PD대상              | 탤런트부문 출연자상               | 하나뿐인 내편                           | 수상 |
| 2019 | 제12회 코리아 드라마 어워즈    | 연기대상                          | 하나뿐인 내편                           | 수상 |
| 2021 | 브랜드 고객 충성도 대상 시상식 | 베스트 커플상 (with 하희라)       | 빈칸                                    | 수상 |
| 2021 | KBS 연예대상                   | 리얼리티부문 우수상 (with 하희라) | 살림남                                  | 후보 |
| 2021 | KBS 연예대상                   | 공로상 (with 하희라)              | 살림남                                  | 수상 |
| 2023 | KBS                            | KBS를 빛낸 50인                   | 빈칸                                    | 수상 |
| 2023 | KBS 연기대상                   | 대상                              | 고려 거란 전쟁                          | 수상 |
| 2023 | KBS 연기대상                   | 남자 최우수연기상                 | 고려 거란 전쟁                          | 후보 |
| 2023 | KBS 연기대상                   | 장편드라마부문 남자 우수연기상    | 고려 거란 전쟁                          | 후보 |
| 2023 | KBS 연기대상                   | 남자 인기상                       | 고려 거란 전쟁                          | 후보 |
| 2023 | KBS 연기대상                   | 베스트 커플상 (with 김동준)       | 고려 거란 전쟁                          | 수상 |
| 2024 | 제15회 대한민국 대중문화예술상 | 화관문화훈장                      | 빈칸                                    | 수상 |
| 2024 | 제10회 에이판 스타 어워즈      | 장편드라마부문 남자 최우수연기상  | 고려 거란 전쟁                          | 후보 |

## 가족 관계
- 배우자: 하희라[3](1969년 12월 8일~)
  - 아들: 최민서(1999년 2월 27일~)
  - 딸: 최윤서[4](2000년 3월 26일~)

## 홍보대사
- 1998년 서울특별시 홍보대사
- 2004년 경찰청 홍보대사
- 2008년 다문화가족사랑 걷기 모금 축제 홍보대사
- 2012년 경기도 살리고 농정 홍보대사
- 2012년 식사랑 농사랑 대국민 프러포즈 행사 홍보대사
- 2013년 경기세계도자비엔날레 홍보대사
- 2016년 제주 해바라기센터 홍보대사

## 경력
- 1996년 쟈칼연예인축구단 단원
- 1999년 한국이웃사랑회 친선대사
- 2002년 세계평화아동축제 아동평화대사
- 2003년 인천시민프로축구단 명예 부단장
- 2005년 포스코 청암재단 이사
- 2010년 세계태권도대학교 설립위원회 이사장
- 2011년 전남영상위원회 운영위원장
- 한국사회복지사협회 명예사회복지사
- 2012년 전남영상위원회 운영위원장
- 2022년 제25대 한국방송연기자협회 이사장

## 사건·사고

### 차량 반파 사고
2012년 9월 26일 차량 반파 교통사고를 당했다.

### 대왕의 꿈낙마 사고
2012년 대하드라마 대왕의 꿈을 촬영하던 도중 최수종이 타고 있던 말이 빙판에 미끄러져서 낙마했다. 이 사고로 최수종은 척추를 심하게 다쳤으며 그 당시 최수종이 탄 말은 그 자리에서 즉사했다. 이후 대왕의 꿈 촬영이 크게 지장이 생겼으며 최수종은 부상이 너무 심해 상당 부분의 연기를 대사로 처리해야만 했다.

### 학력 파문 논란
2007년 8월에 드라마 《대조영》을 촬영중이던 최수종은 때 아닌 학력 위조 의혹 논란이 뒤늦게 밝혀지면서 네티즌들을 분노하게 했다. 1981년 한국외대 무역학과를 합격하여 이후 졸업한 것으로 알려졌지만 학교 측에 확인 결과 사실이 아닌 것으로 밝혀졌다. 사태가 심각해지자 2007년 8월 22일을 기하여 소속사 ‘소프트랜드’는 해명한즉 “최수종은 서울 배재중학교와 서울 배명고등학교를 졸업한 뒤 한국외대 무역학과에 지원하여 합격을 하였지만, 집안 사정으로 인해 등록하지 못하였다”는 해명과 아울러, “최수종은 지금까지 학력 프리미엄을 얻어 본 적도 없으며, 외대를 졸업하였다고 직접 언급을 한 적도 없다”고 해명했다. 이어 소속사 측에서는 해명한즉 “최수종은 외대 등록을 하지 못하고 미국으로 건너가 콜로라도에 위치한 포트모건 컬리지 경영학과 비학위속성 수료 과정을 1년 정도 다닌 것이 전부이며, 그마저 부친상을 당하여 귀국하게 됐다”며 당시 상황을 해명하였고, “최수종의 학력을 제대로 확인하지 않고 각 포털 사이트에 일방적 오등록 기재된 것에 대응하지 않았던 것이 실수”라고 해명 언급하며 "각 포털 사이트에 기재된 것은 오등록이자 실수”라고 주장하였다.
2007년 12월 31일 《KBS 연기대상》 시상식 당시 최수종은 대상 수상 소감과 감사 인사를 전할 때 이 의혹 사건도 간접 언급하며 자신의 본의 아닌 사태이기는 하지만 어쨌건 소위 불미스런 사태로 인하여 실망시킨 점 다시 한 차례 송구스럽다는 사과 말씀을 올린다는 소감을 전하였다.

### 화이트 리스트 의혹 부인
2017년 9월, 지난날 이명박 정권 화이트 리스트에 목록된 연기자 C모 씨가 최수종이라는 의혹이 있었지만 최수종은 말도 안 되는 소문이라 일축하였고, 자신이 이런 의혹에 휩쓸린 것이 황당하며 억울하고 속상하며 자신은 정치에 왼쪽과 오른쪽도 없고 정치에 전혀 관심이 없으며 지난날 연예 관련 노조 측에서 선배 연기자 최불암, 주현, 변희봉, 심양홍, 임동진, 백일섭, 이정길, 김용건, 노주현, 한인수, 한진희, 박일, 임채무, 임병기, 유동근, 이경호 등이 어려운 이들을 위하여 좋은 일 해보겠냐는 취지를 담은 제의에 호응하여 가담하였을 뿐 만약에 정치색이 있는 것이라도 알았다면 절대 가담하지 않았을 것이라 해명하였다.

### 토크쇼 진행
2002년 KBS 2TV 수목드라마 《태양인 이제마》 종영 후 SBS에서 토크쇼를 진행할 예정이었으나 KBS 2TV 《저 푸른 초원 위에》 캐스팅으로 무산됐다. 2003년 가을 개편 때 《최수종쇼》를 통해 SBS 진출을 했다. 이 프로그램의 보조 MC에는 김정은, 엄정화, 하지원, 김남주 등이 거론됐으나 모두 실패하자 최수종 단독 진행으로 꾸며갔다. 하지만, 초반부터 선정성 및 표절시비 논란으로 2004년 봄 개편으로 막을 내렸다. 한편, 당시 해당 프로그램과 경쟁한 KBS 2TV 《대한민국 1교시》의 공동 MC 김원희가 《최수종쇼》 전작인 《헤이헤이헤이》 공동 사회자였다. 2008년 4월 28일 첫 회가 나간 《더 스타쇼》로 SBS 복귀를 했으나 제작진과의 약속에 따라 6회 만에 물러나야 했다.